# Cadillac CTS
Der Cadillac CTS ist ein der oberen Mittelklasse zugehöriges Fahrzeug der US-amerikanischen Automarke Cadillac.
Ursprünglich stand die Bezeichnung CTS für C-Class Touring Sedan. Später verlor sie diese Bedeutung: Seit es den CTS auch als Kombi gibt, trägt die Limousine im Ursprungsland die Bezeichnung CTS Sedan. Gebaut wurde der Cadillac CTS im GM-Montagewerk Lansing Grand River Assembly in Lansing, US-Bundesstaat Michigan.
2019 wurde die Modellreihe durch den indirekten Nachfolger Cadillac CT5 ersetzt.

## CTS (2002–2007)
Der CTS (interne Typbezeichnung GMX320) wurde erstmals im Sommer 2001 auf dem Pebble Beach Concours d’Elegance gezeigt, die formale Publikumspremiere wurde durch GM auf der IAA 2001 durchgeführt und ab Anfang 2003 auch nach Europa ausgeliefert.
Er basiert auf der GM-Sigma-Plattform und hat Hinterradantrieb. Dadurch liegt die Gewichtsverteilung des Fahrzeugs bei 53 : 47, was für ausgewogene Fahreigenschaften sorgen soll. Alle CTS-Modelle verfügen über V-Motoren und Einzelradaufhängung; das Fahrwerk wurde unter anderem in Deutschland auf dem Nürburgring abgestimmt. Der Wendekreis beträgt 10,80 m.
Der Wagen war in Europa zunächst mit den aus dem Opel Omega bekannten Sechszylindermotoren mit 2,6 Litern (133 kW / 181 PS – Motorcode LY9) und 3,2 Litern (160 kW / 218 PS – Motorcode LA3) Hubraum erhältlich. Als Getriebe wurde ein Schaltgetriebe von Getrag oder ein Automatikgetriebe vom Typ GM Hydra-Matic 5L40-E verbaut, beide mit fünf Gängen.

### CTS-V
Auf dem Heimatmarkt wurde ab Modelljahr 2004 unter der Bezeichnung CTS-V auch eine Sportversion verkauft, die mit Achtzylindermotoren ausgestattet war, die 298 kW (400 hp) leisteten. Ihr Hubraum betrug zunächst 5,7 Liter (Motorcode LS6), ab 2006 6,0 Liter (Code LS2). Die Leistungsübertragung beim CTS-V erfolgte ausschließlich über ein manuelles Sechsganggetriebe vom Typ Tremec T56.
| Modell                                      | 2.6 V6                       | 3.2 V6                       |
| ------------------------------------------- | ---------------------------- | ---------------------------- |
| Motorbauart                                 | V6                           | V6                           |
| Hubraum in cm³                              | 2597                         | 3175                         |
| max. Leistung in kW (PS) bei min−1          | 133 (181) bei 6000           | 160 (218) bei 6000           |
| max. Drehmoment in Nm bei min−1             | 232 bei 3400                 | 300 bei 3400                 |
| Höchstgeschwindigkeit in km/h               | 223 [206]                    | 238 [230]                    |
| Beschleunigung, 0–100 km/h                  | 9,3 s [9,7 s]                | 7,4 s [7,7 s]                |
| Getriebe, serienmäßig                       | 5-Gang-Schaltgetriebe        | 5-Gang-Schaltgetriebe        |
| Getriebe, optional                          | [5-Stufen-Automatikgetriebe] | [5-Stufen-Automatikgetriebe] |
| CO2-Emissionen in g/km                      | 242 [254]                    | 261 [276]                    |
| Tankinhalt                                  | 68 Liter                     | 68 Liter                     |
| Kraftstoffverbrauch, kombiniert in l/100 km | 10,2 [10,7]                  | 11,0 [11,7]                  |

Werte in [ ] gelten für Fahrzeuge mit Automatikgetriebe.

### Modellpflege
Ab März 2005 wurden die Motoren durch Aggregate mit 2,8 Litern Hubraum und 158 kW (215 PS – Motorcode LP1) beziehungsweise 3,6 Litern Hubraum und 189 kW (257 PS – Motorcode LY7) und das bisherige Schaltgetriebe durch das Aisin AY6 mit sechs Gängen ersetzt.
| Modell                                      | 2.8 V6                     | 3.6 V6                     |
| ------------------------------------------- | -------------------------- | -------------------------- |
| Motorbauart                                 | V6                         | V6                         |
| Hubraum in cm³                              | 2792                       | 3564                       |
| max. Leistung in kW (PS) bei min−1          | 158 (215) bei 7000         | 189 (257) bei 6200         |
| max. Drehmoment in Nm bei min−1             | 262 bei 3300               | 340 bei 3200               |
| Höchstgeschwindigkeit in km/h               | 225                        | 233–241                    |
| Beschleunigung, 0–100 km/h                  | 8,2–8,4 s                  | 7,0 s                      |
| Getriebe, serienmäßig                       | 6-Gang-Schaltgetriebe      | 6-Gang-Schaltgetriebe      |
| Getriebe, optional                          | 5-Stufen-Automatikgetriebe | 5-Stufen-Automatikgetriebe |
| CO2-Emissionen in g/km                      | 278–284                    | 269–275                    |
| Tankinhalt                                  | 66 Liter                   | 66 Liter                   |
| Kraftstoffverbrauch, kombiniert in l/100 km | 12,0                       | 12,0                       |

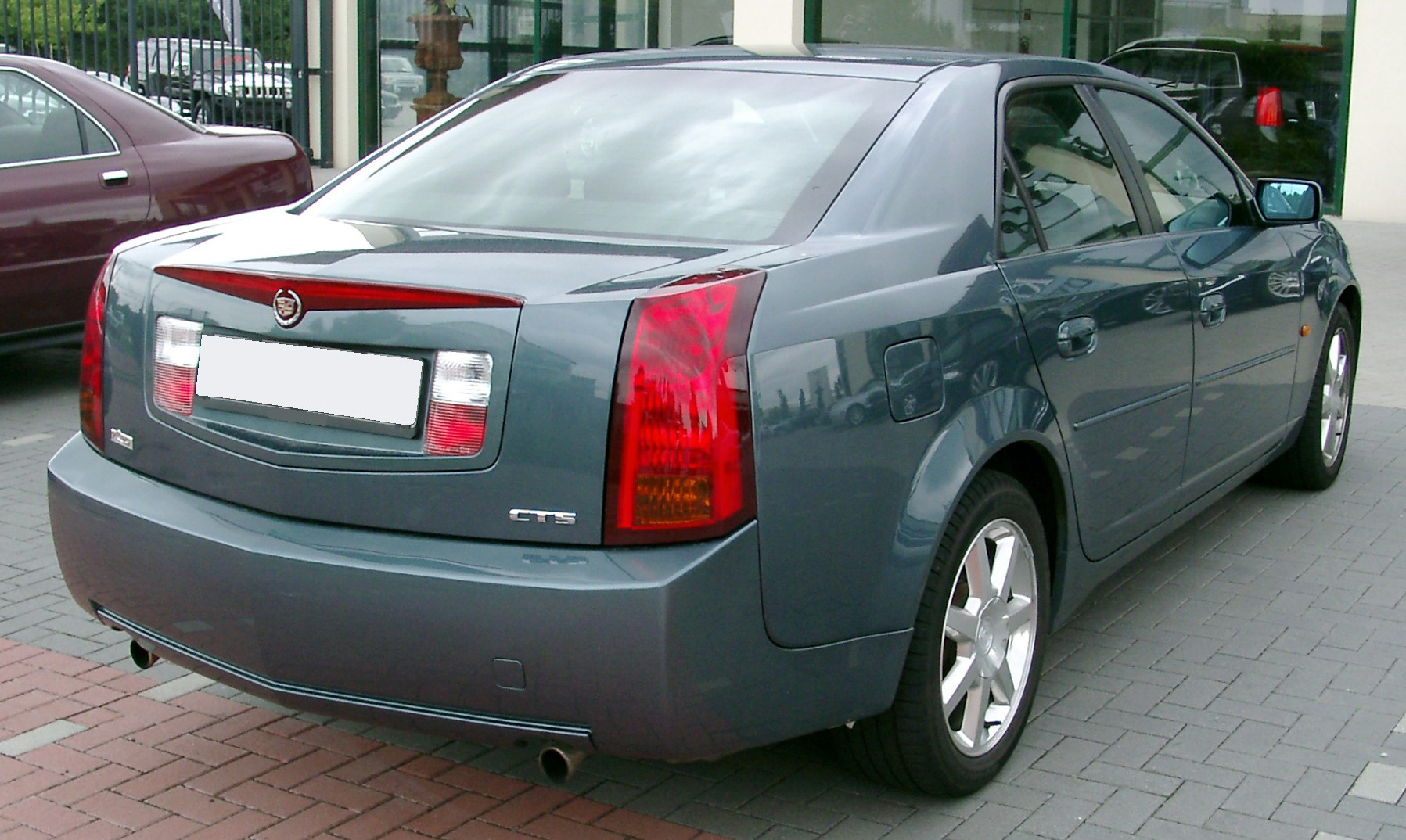
Heckansicht
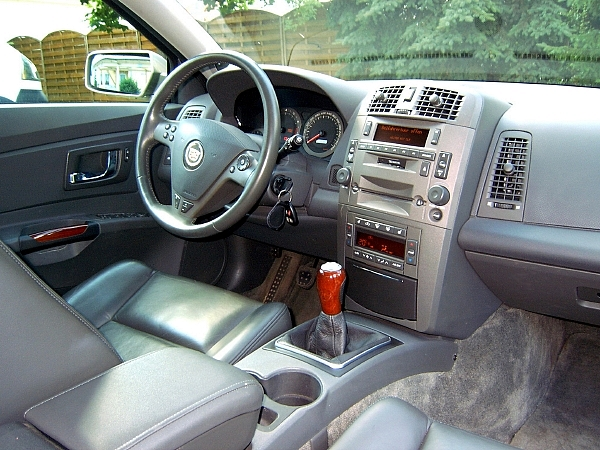
Innenraum (deutsches Modell)
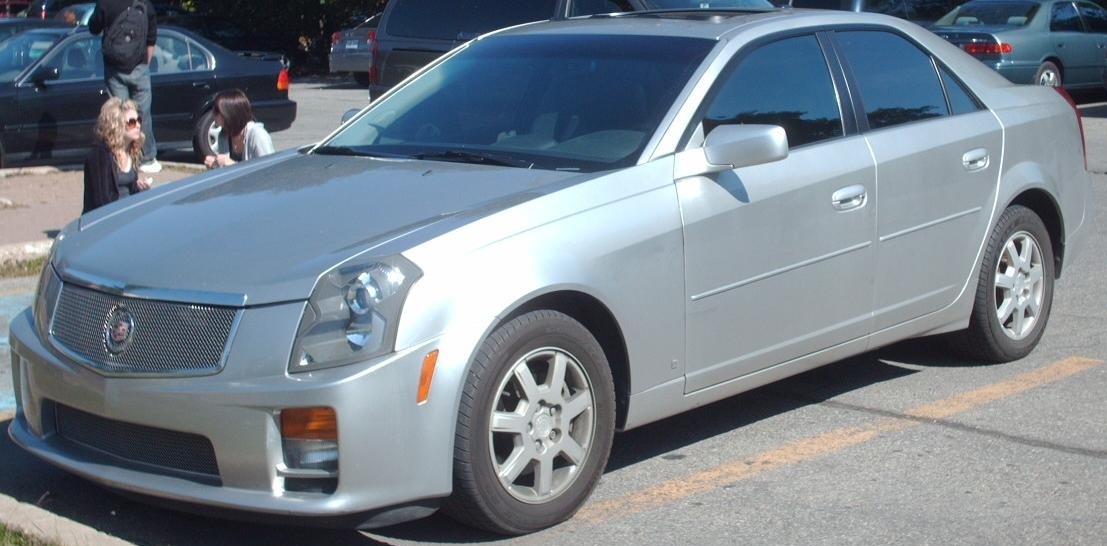
Cadillac CTS-V (2004–2007)

## CTS (2007–2013)
Im September 2007 wurde die zweite Generation (interne Typbezeichnung GMX322) auf dem US-Markt eingeführt und auf der North American International Auto Show (NAIAS) im Frühjahr desselben Jahres formal erstmals gezeigt.
Bei der zweiten Generation wurde der 2,8-l-Motor nur noch auf Exportmärkten angeboten. Als neue Top-Motorisierung diente jetzt ein 3,6-l-V6-Motor mit Benzindirekteinspritzung, der 229 kW (311 PS) leistet. Ein zuerst angekündigter 2,9-l-V6-Turbodiesel-Motor, der maximal 184 kW leisten sollte, erschien nicht.
Die Leistungsübertragung erfolgt wahlweise über ein Sechsganggetriebe oder das sechsstufige Automatikgetriebe GM Hydra-Matic 6L50. In Verbindung mit letzterem war der CTS erstmals auch mit Allradantrieb erhältlich.
Der Allradantrieb ist elektronisch geregelt und arbeitet normalerweise mit einer Kraftverteilung von 2 : 3 zwischen Vorderachse und Hinterachse. Wenn Schlupf an einem Rad auftritt, wird dem automatisch entgegengewirkt, indem bis zu 75 % der Antriebskraft an die Hinterachse oder alle Antriebskraft an die Vorderachse geleitet wird. Die Hinterachse verfügt über ein mechanisch geregeltes Sperrdifferential, das dem Rad mit der besseren Traktion automatisch bis zu 80 % der Antriebskraft zuführt.
Der cW-Wert beträgt 0,33.
Zur optionalen Ausstattung des CTS gehört ebenfalls ein CD/DVD/HDD/MP3/Satelliten-Navigationsradio mit einer 40-Gigabyte-Festplatte und einem 8-Zoll-TFT-Flachbildschirm mit Touch-Screen-Funktion.
2012 wurden nach Angaben des Kraftfahrt-Bundesamtes 48 Cadillac CTS in Deutschland neu zugelassen, davon 38 Fahrzeuge durch gewerbliche Halter.

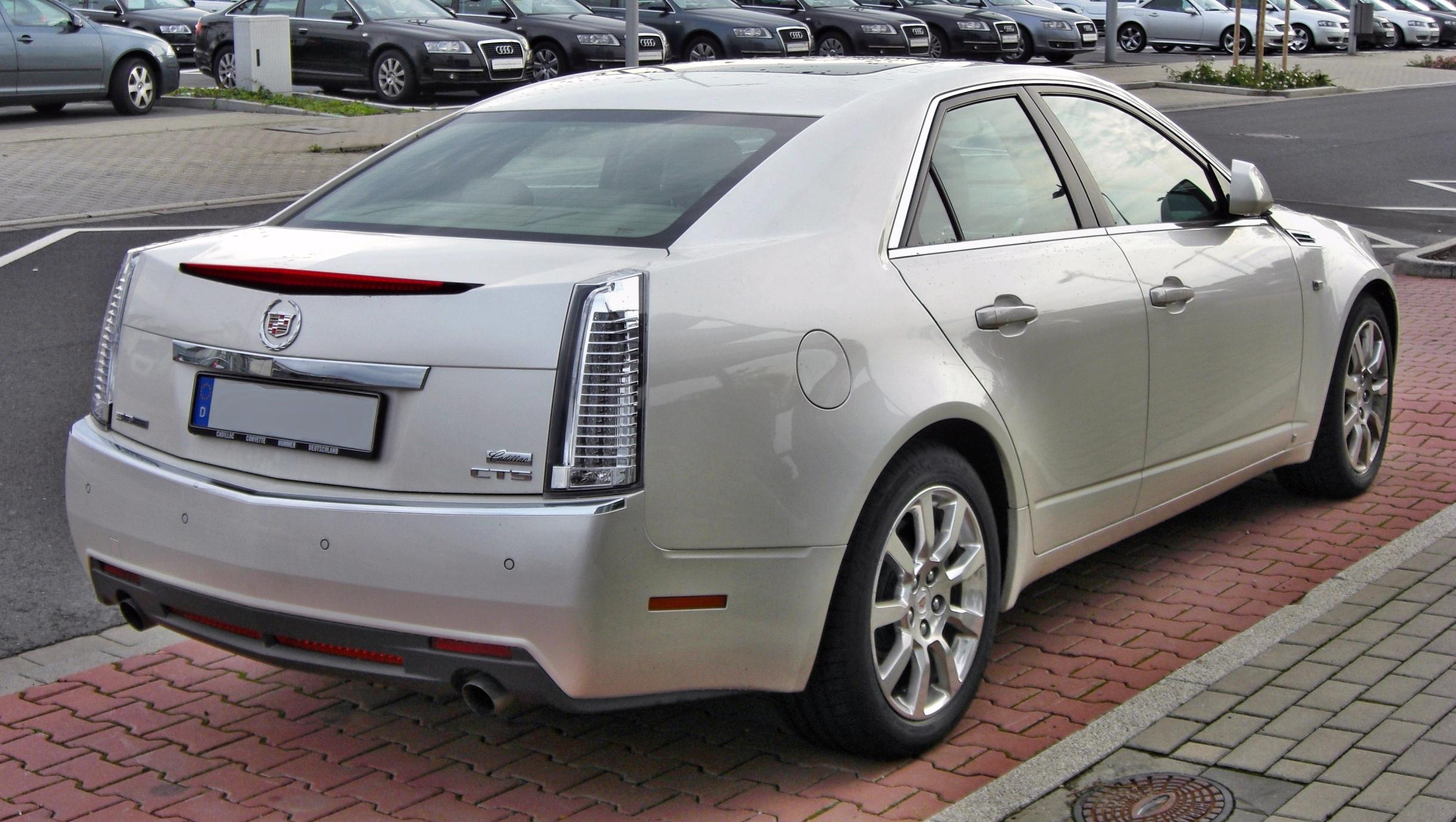
Heckansicht
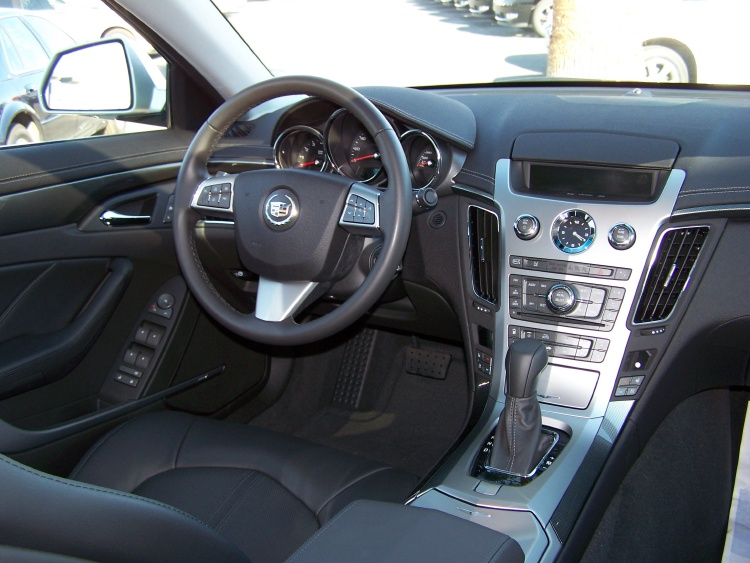
Innenraum (US-Modell)

| Modell                                      | 2.8 V6    | 3.0 V6 (1)  | 3.6 V6 (2)    | 3.6 V6 (2)    | 6.2 V8 (3)  |
| ------------------------------------------- | --------- | ----------- | ------------- | ------------- | ----------- |
| Motorbauart                                 | V6        | V6          | V6            | V6            | V8          |
| Hubraum in cm³                              | 2792      | 2997        | 3564          | 3564          | 6162        |
| max. Leistung in kW (PS)                    | 155 (211) | 203 (276)   | 229 (311)     | 237 (322)     | 415 (564)   |
| max. Drehmoment in Nm                       | 246       | 302         | 374           | 372           | 747         |
| Höchstgeschwindigkeit in km/h               | 225       | 225         | 241 [225]     | 241 [225]     | 282 [308]   |
| Beschleunigung, 0–100 km/h                  | 8,3 s     | 8,0 s       | 6,3 s [6,7 s] | 6,3 s [6,7 s] | 4,0 s       |
| Leergewicht in kg                           | 1765      | 1810 [1930] | 1770 [1875]   | 1930          | 2040        |
| Kraftstoffverbrauch, kombiniert in l/100 km | 11,8      | 10,6        | 10,3 [10,5]   | 10,3 [10,5]   | 14,4 [15,6] |
| CO2-Emission, kombiniert in g/km            | 281       | 246         | 241 [247]     | 241 [247]     | 336 [365]   |

### CTS-V
Der Verkauf der Hochleistungsvariante CTS-V begann im Herbst 2008, die formale Präsentation fand auf der NAIAS 2008 statt. Als Motor eingesetzt ist ein 6,2-Liter-V8 mit Kompressoraufladung. Dieser LSA genannte Motor ist eine Variante des LS9, der in der neuen Corvette ZR1 zum Einsatz kommt. Die Motorleistung beträgt 415 kW (564 PS). Die Leistungsübertragung erfolgt über ein Automatikgetriebe oder ein neues Tremec-TR-6060-Getriebe mit sechs Gängen und Zwei-Scheiben-Kupplung. Der Wendekreis dieser Version misst 11,55 m, und ihr cw-Wert beträgt 0,355. Ihr Fahrwerk ist mit der elektromagnetischen Stoßdämpfer-Regelung Magnetic-Ride ausgestattet. Aus dem Stand beschleunigt, erreicht das Fahrzeug nach weniger als 5 Sekunden die Geschwindigkeit von 100 km/h, nach knapp 10 weiteren Sekunden 200 km/h und letztlich über 300 km/h.

Cadillac CTS-V (2008–2011)

### CTS Sport Wagon
Diese Kombiversion wurde erstmals auf dem Pebble Beach Concours d’Elegance im August 2008 gezeigt, die formale Premiere fand auf dem Pariser Autosalon im Oktober 2008 statt. Im August 2009 wurde sie auf den Markt gebracht. Das Heck wird von großen senkrechten Rückleuchten dominiert, die bis zur Dachkante reichen. Für ein Kombimodell ist die C-Säule breit und das Ladevolumen mit 412 bis 1523 Liter für die Fahrzeugklasse als eher klein bewertet. Als Antrieb dienen V6-Motoren mit 3,0 oder 3,6 Litern Hubraum.

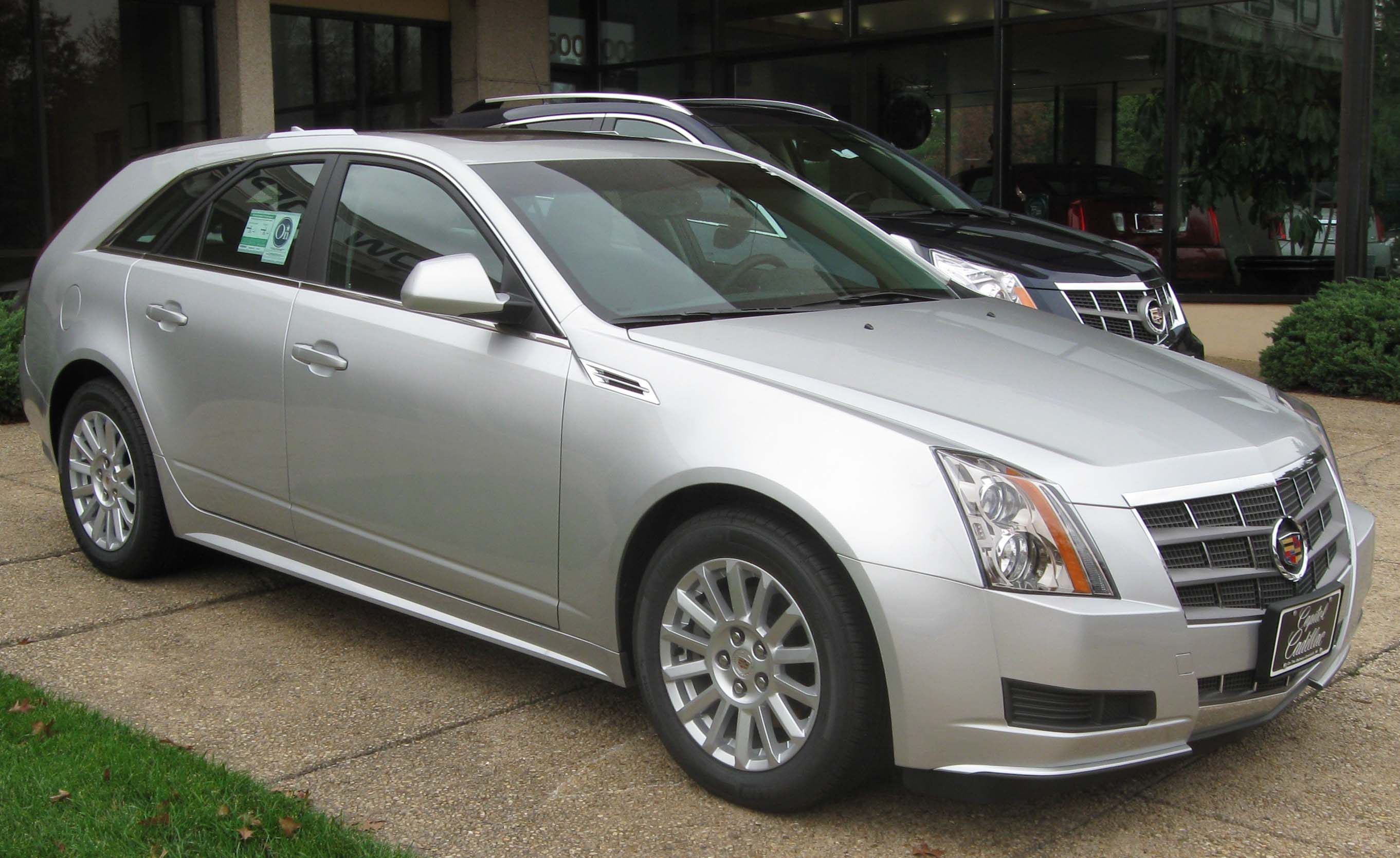
Cadillac CTS Sport Wagon (2009–2011)
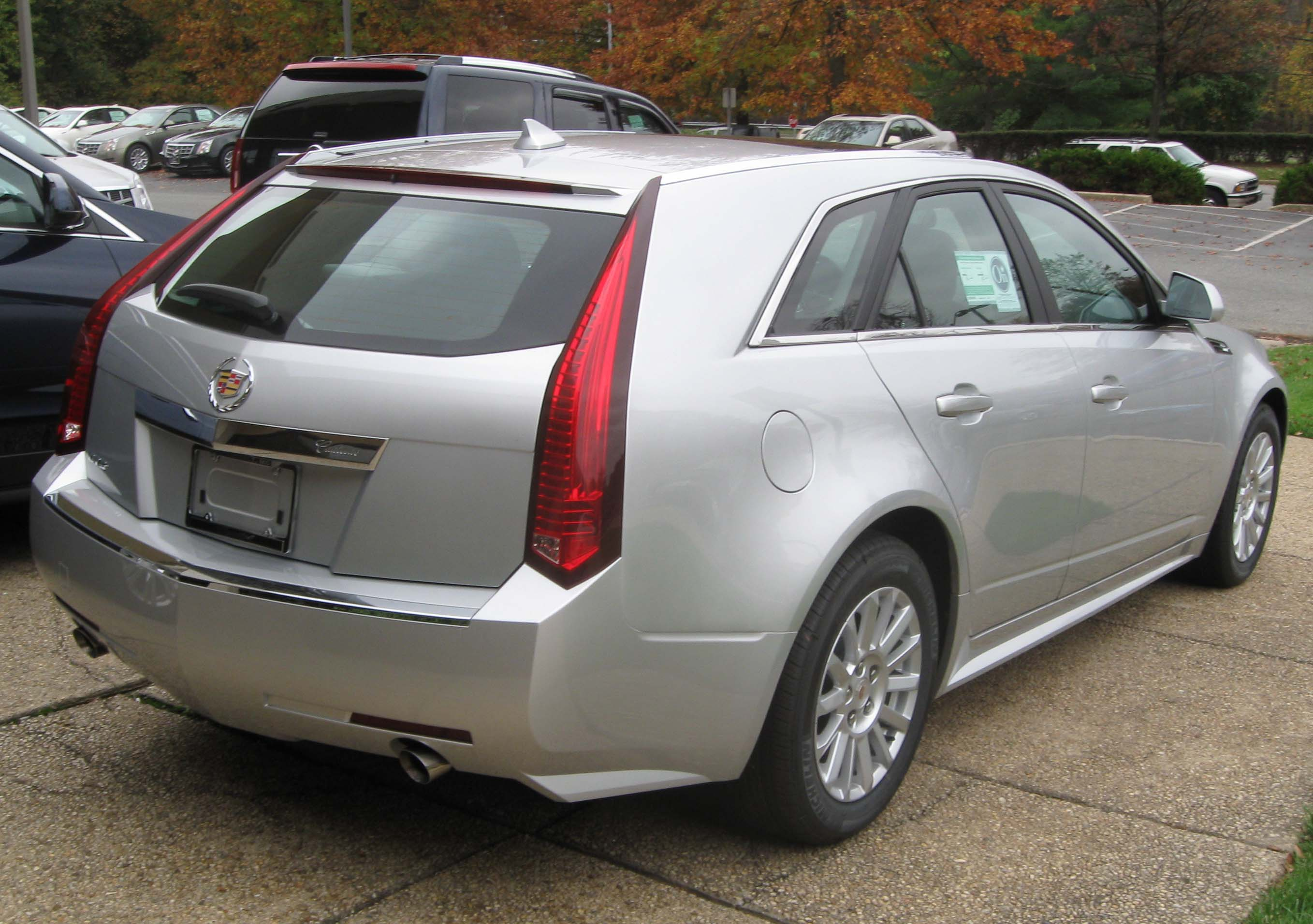
Heckansicht

### CTS Coupé
Auf der North American International Auto Show in Detroit wurde im Januar 2008 erstmals eine Coupé-Variante des CTS als seriennahes Konzeptfahrzeug vorgestellt. Das Coupé hat denselben Radstand wie andere CTS, ist aber einige Zentimeter kürzer und flacher. Im Heckbereich baut es breiter als die anderen CTS-Derivate.
Die Serienversion des CTS Coupé wurde formal erstmals auf der LA Auto Show im Dezember 2009 präsentiert, ging Anfang 2010 in Produktion und wurde ab Sommer verkauft. Angeboten wurde es mit dem 3,6 l großen V6-Motor und dem 6,2 l großen V8-Motor.

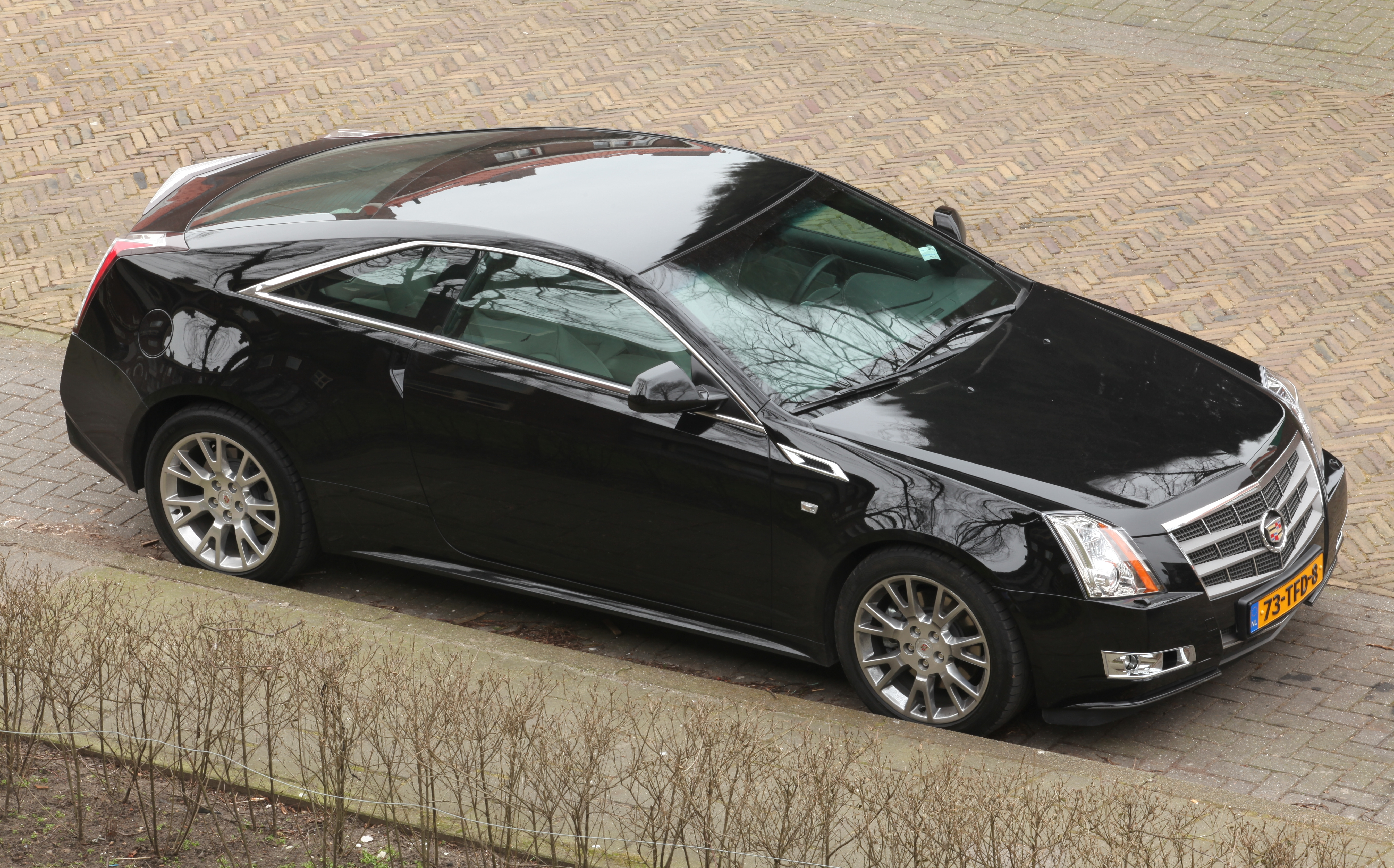
Cadillac CTS Coupé (2010–2011)
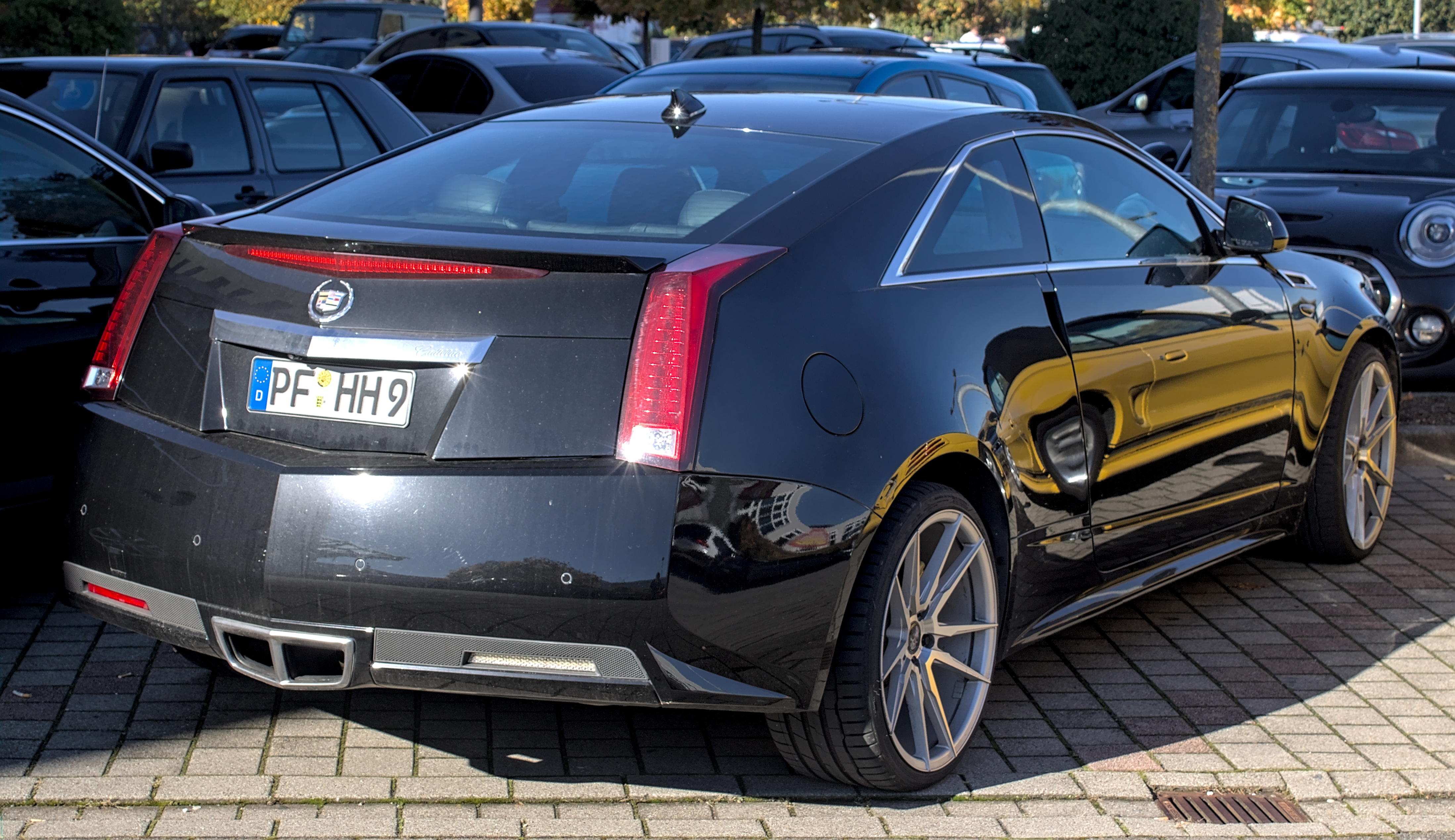
Heckansicht

### Modellpflege
Im Frühjahr 2011 wurden alle Karosserievarianten, für das ab Herbst erhältliche Modelljahr 2012, einer Überarbeitung unterzogen, wobei der Kühlergrill nun drei statt zwei horizontale Streben aufweist. Die maximale Leistung des 3,6-Liter-V6-Motor wurde im Rahmen dieser Modellpflege auf 237 kW (322 PS) erhöht.

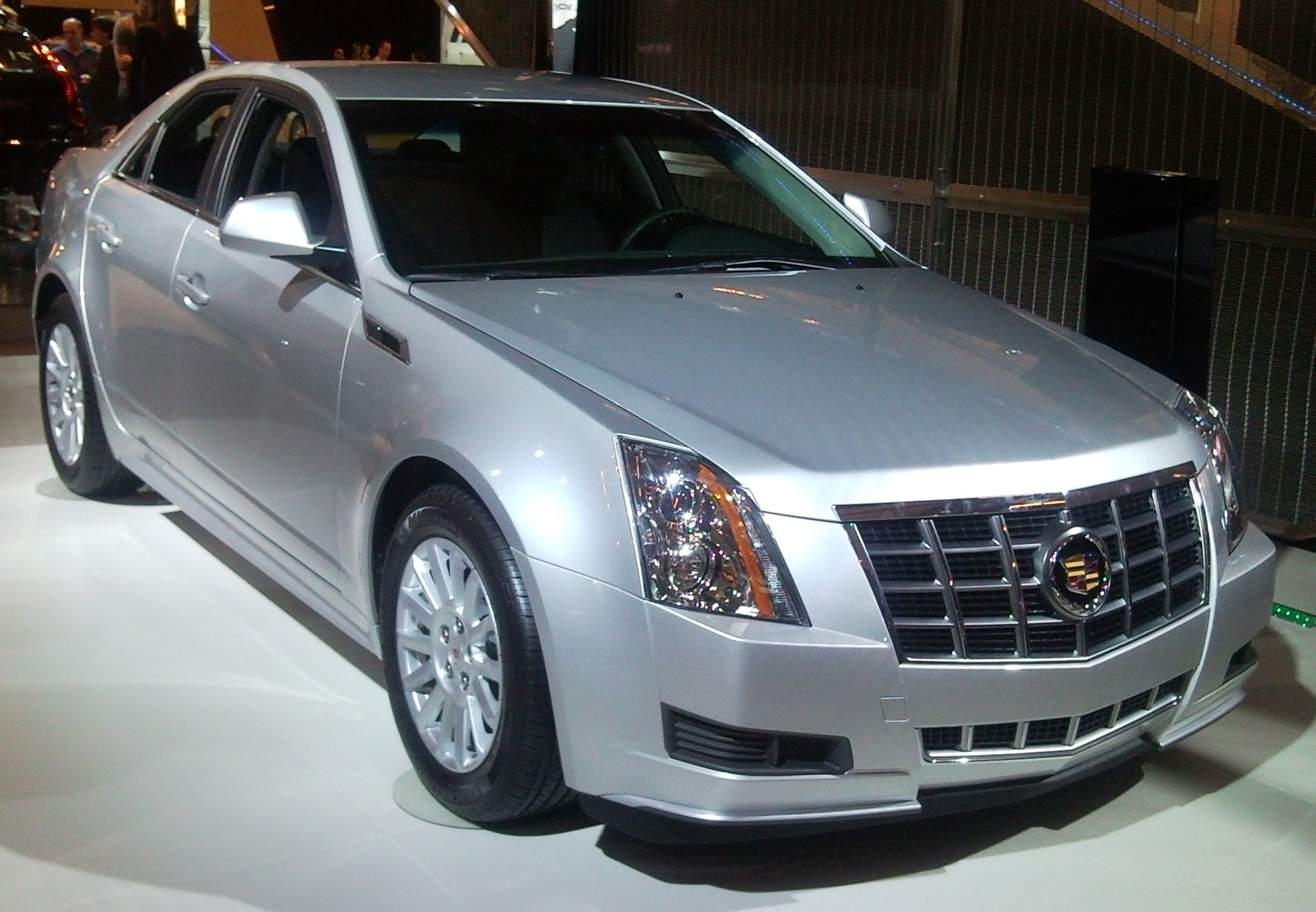
Cadillac CTS (2011–2013)
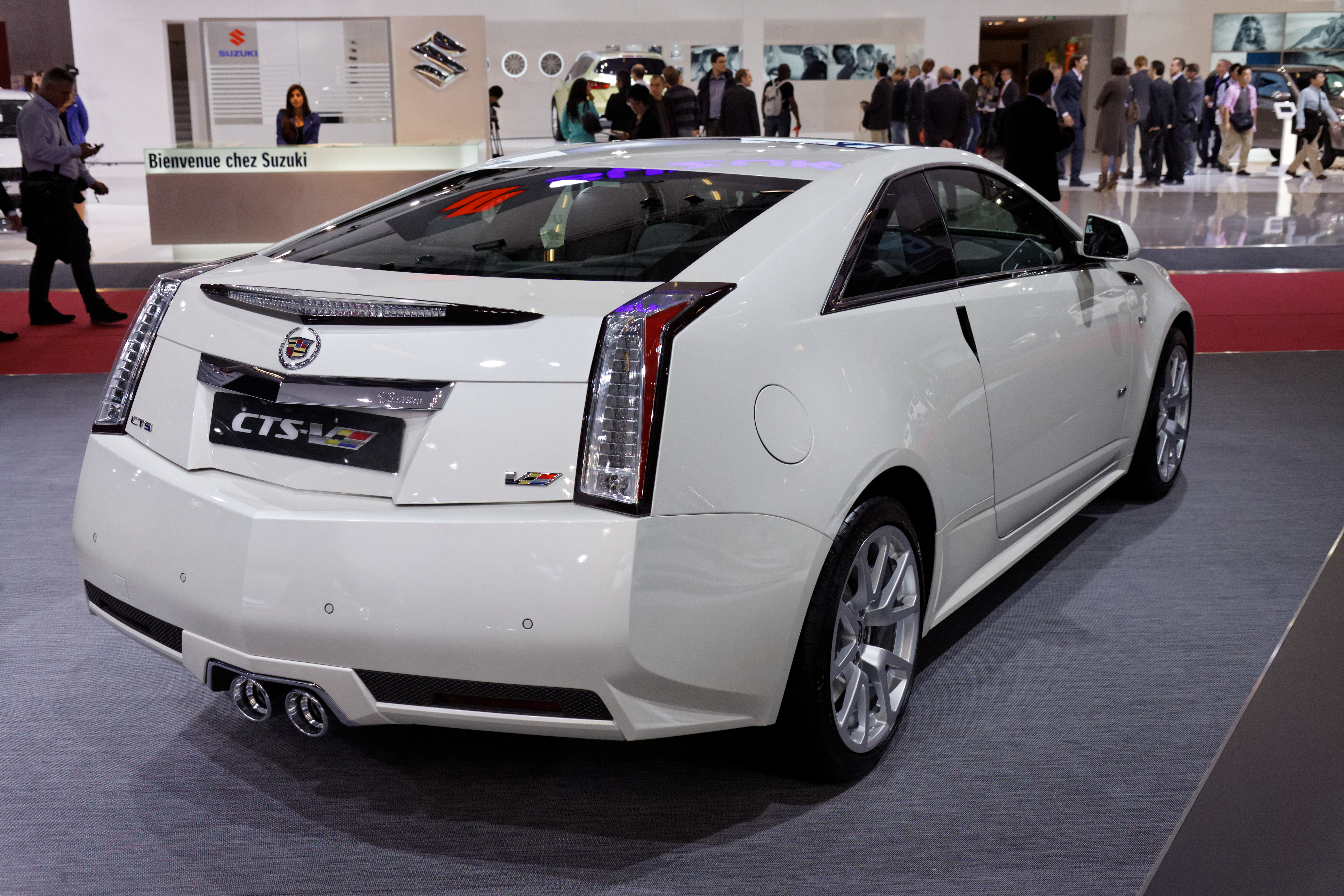
Cadillac CTS-V Coupé (2011–2013)

Im März 2013 wurde die Produktion der zweiten CTS-Generation beendet.

## CTS (2013–2019)

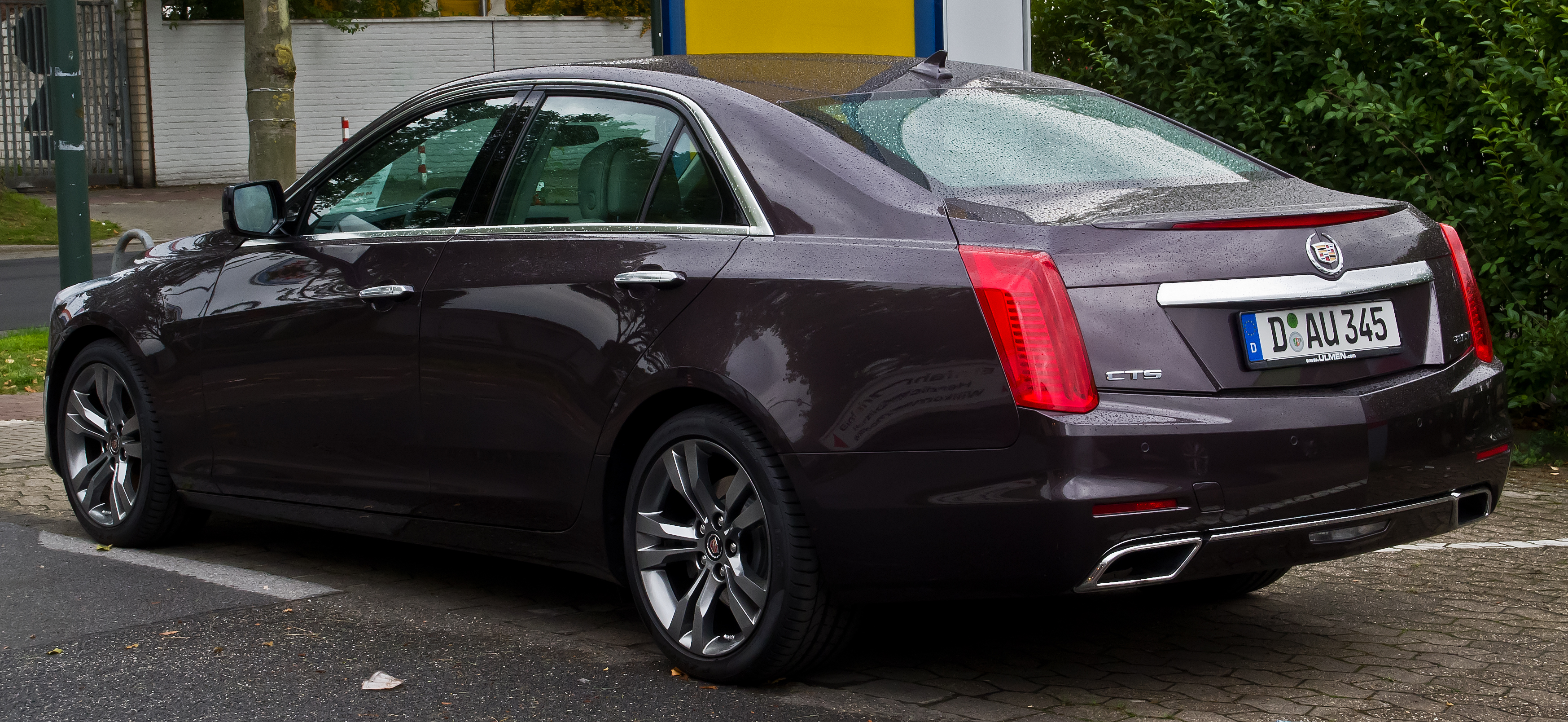
Heckansicht

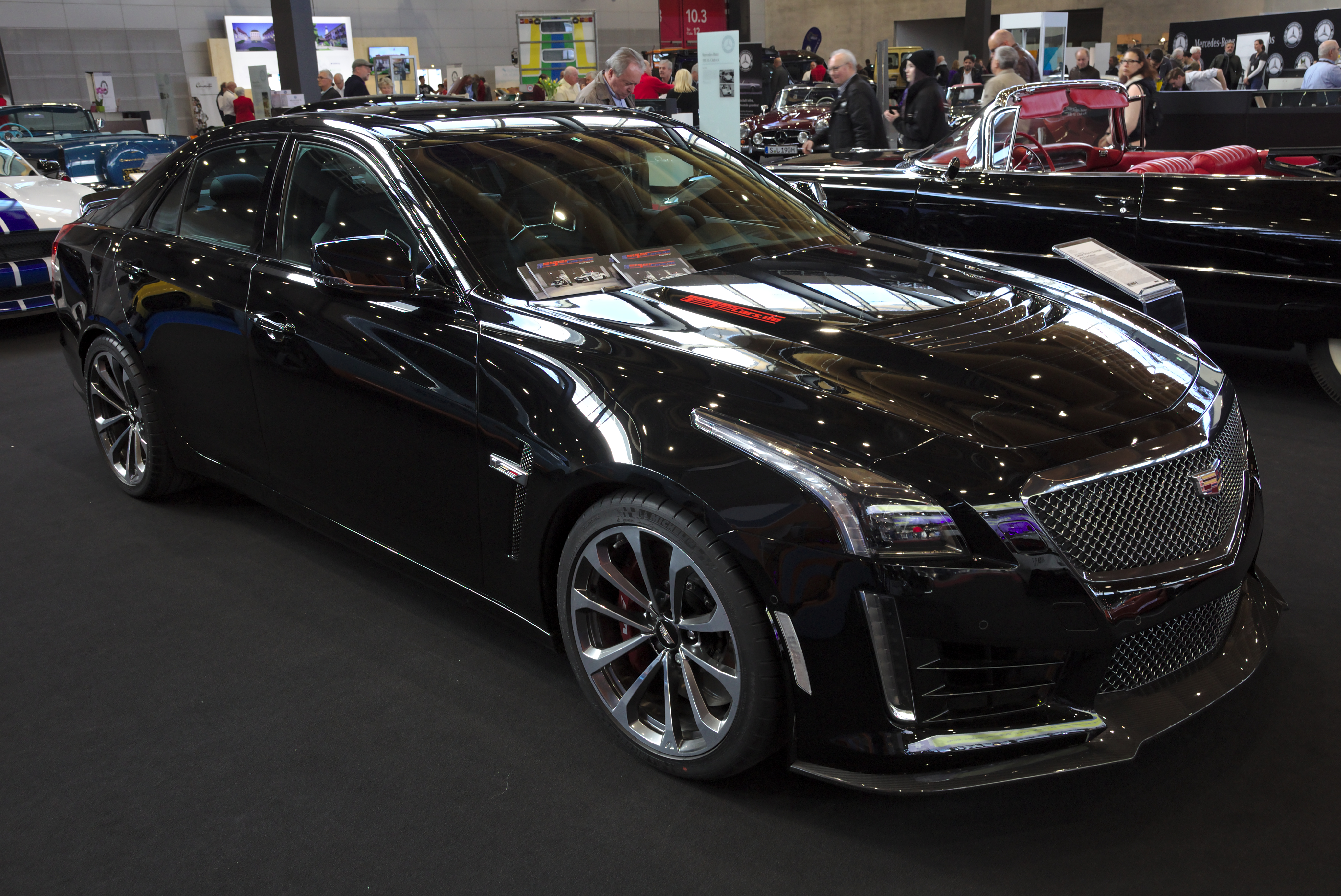
Cadillac CTS-V

Am 26. März 2013 stellte GM die neue Version des CTS des Modelljahrs 2014 (interne Typbezeichnung A1LL) vor. Formal wurde er erstmals auf der NYIAS gezeigt. Die dritte Generation baut wie das Mittelklasse-Modell ATS auf der Plattform Alpha auf, verfügt ebenfalls über einen Frontmotor und ist sowohl mit Hinterradantrieb als auch mit einem permanenten Allradantrieb erhältlich.
Der CTS wird mit einem zwei Liter großen Vierzylinder-Turbomotor sowie einem 3,6-Liter-V6-Motor angeboten, der sowohl in einer Version ohne Turbolader als auch in einer TwinTurbo-Ausführung in der Version VSport erhältlich ist.
Die Produktion begann im Herbst 2013, kurz darauf folgte die Markteinführung in Nordamerika. In Europa ist das Modell seit Anfang 2014 erhältlich.
Ende 2014 erhielt das Modell ein Facelift, um das neue Markenlogo einzuführen.
Anfang Juli 2019 endete die Produktion des Fahrzeugs da auf der im GM-Werk Lansing Grand River Assembly stattdessen das indirekte Nachfolgemodell Cadillac CT5 produziert wird. Der letzte produzierte Cadillac CTS ist aus dem Modelljahr 2019, schwarz lackiert und hat eine auf K0148662 endende Fahrzeug-Identifizierungsnummer.

### CTS-V
Seit Oktober 2015 ist der CTS-V, der eine maximalen Leistung von 477 kW hat und formal auf der NAIAS desselben Jahres präsentiert wurde, bestellbar. Ab Frühjahr 2016 wird dieser dann in Deutschland an die Kunden ausgeliefert. Der Wagen wird von einem 6,2-Liter-V8-Motor mit Kompressor und einem maximalen Drehmoment von 855 Nm angetrieben. Die Beschleunigung von 0 auf 100 km/h wird mit 3,7 s angegeben, die Höchstgeschwindigkeit liegt bei 320 km/h.
| Modell                                      | 2.0T                   | 6.2L                   |
| ------------------------------------------- | ---------------------- | ---------------------- |
| Motorbauart                                 | R4                     | V8                     |
| Hubraum in cm³                              | 1998                   | 6162                   |
| max. Leistung in kW (PS)                    | 203 (276) bei 5500/min | 477 (649) bei 6400/min |
| max. Drehmoment in Nm                       | 400 bei 4500/min       | 855 bei 3600/min       |
| Höchstgeschwindigkeit in km/h               | 240–250 [230–250]      | 320                    |
| Beschleunigung, 0–100 km/h                  | 6,6 s [6,9 s]          | 3,7 s                  |
| Leergewicht in kg                           | 1659 [1769]            | 1850                   |
| Kraftstoffverbrauch, kombiniert in l/100 km | 7,8 [8,4]              | 13,0                   |
| CO2-Emission, kombiniert in g/km            | 180 [193]              | 298                    |

- Werte in [ ] gelten für das Modell mit Allradantrieb

## Zulassungszahlen
Seit dem Marktstart 2003 bis einschließlich Dezember 2019 sind in der Bundesrepublik Deutschland 1.254 Cadillac CTS neu zugelassen worden. Mit 243 Einheiten war 2004 das erfolgreichste Verkaufsjahr.
|  |

|  |

|  |

|  |

|  |

|  |

|  |

|  |

|  |

|  |

|  |

|  |

|  |

|  |

|  |

|  |

|  |

|  |

|  |

|  |

|  |

|  |

|  |

|  |

|  |

|  |

|  |

|  |

|  |

|  |

|  |

|  |

|  |

|  |

|  |

|  |

|  |

|  |

|  |

|  |

|  |

|  |

|  |

|  |

|  |

|  |

|  |

|  |

|  |

|  |

|  |

|  |

|  |

|  |

|  |

|  |

|  |

|  |

|  |

|  |

|  |

|  |

|  |

|  |

|  |

|  |

|  |

|  |

|  |

|  |

|  |

|  |

|  |

|  |

|  |

|  |

|  |

|  |

|  |

|  |

|  |

|  |

|  |

|  |

|  |

|  |

|  |

|  |

|  |

|  |

|  |

|  |

|  |

|  |

|  |

|  |

|  |

|  |

|  |

|  |

|  |

|  |

|  |

|  |

|  |

|  |

|  |

|  |

|  |

|  |

|  |

|  |

|  |

|  |

|  |

|  |

|  |

|  |

|  |

|  |

|  |

|  |

|  |

|  |

|  |

|  |

|  |

|  |

|  |

|  |

|  |

|  |

|  |

|  |

|  |

|  |

|  |

|  |

|  |

|  |

|  |

|  |

|  |

|  |

|  |

|  |

|  |

|  |

|  |

|  |

|  |

|  |

|  |

|  |

|  |

|  |

|  |

|  |

|  |

|  |

|  |

|  |

|  |

|  |

|  |

|  |

|  |

|  |

|  |

|  |

|  |

|  |

|  |

|  |

|  |

|  |

|  |

|  |

|  |

|  |

|  |

|  |

|  |

|  |

|  |

|  |

|  |

|  |

|  |

|  |

|  |

|  |

|  |

|  |

|  |

|  |

|  |

|  |

|  |

|  |

|  |

|  |

|  |

|  |

|  |

|  |

|  |

|  |

|  |

|  |

|  |

|  |

|  |

|  |

|  |

|  |

|  |

|  |

|  |

|  |

|  |

|  |

|  |

|  |

|  |

|  |

|  |

|  |

|  |

|  |

|  |

|  |

|  |

|  |

|  |

|  |

|  |

|  |

|  |

|  |

|  |

|  |

|  |

|  |

|  |

|  |

|  |

|  |

|  |

|  |

|  |

|  |

|  |

|  |

|  |

|  |

|  |

|  |

|  |

|  |

|  |

|  |

|  |

|  |

|  |

|  |

|  |

|  |

|  |

|  |

|  |

|  |

|  | Benziner (1.254) |

|  | Benziner (1.254) |

## Cadillac CTS im Film
Im Film Matrix Reloaded benutzen die Hauptcharaktere Morpheus, Trinity und der Schlüsselmacher während einer Verfolgungsjagd einen silbernen Cadillac CTS. Am Ende der Jagd ist der CTS allerdings nur noch Schrott. Beinahe das gleiche Schicksal erlitt ein CTS „auf Probefahrt“ im Film Bad Boys II, dort steht er am Ende demoliert und zerschossen in der Schalterhalle einer Bank. In der TV-Serie Burn Notice fährt Sam Axe, einer der Hauptcharaktere, einen Cadillac CTS.
Katherine Mayfair fuhr in der vierten Staffel der Desperate Housewives bis zum Tornado einen roten Cadillac CTS.
In Hit and Run mit Dax Shepard und Bradley Cooper spielt ein roter CTS-V Sport Wagon als Verfolgungsfahrzeug mit.